# Podophyllum pleianthum
Podophyllum pleianthum är en berberisväxtart som beskrevs av Henry Fletcher Hance. Podophyllum pleianthum ingår i släktet fotblad, och familjen berberisväxter. Inga underarter finns listade i Catalogue of Life.